# Cephalops magnimembrus
Cephalops magnimembrus är en tvåvingeart som beskrevs av De Meyer 1992. Cephalops magnimembrus ingår i släktet Cephalops och familjen ögonflugor.
Artens utbredningsområde är Sri Lanka. Inga underarter finns listade i Catalogue of Life.